# Polizei- und Justizzentrum Zürich
Das Polizei- und Justizzentrum Zürich, abgekürzt PJZ, ist eine multifunktionale Überbauung in Zürich, das von der Polizei und der Rechtspflege des Kantons Zürich genutzt wird. Das PJZ liegt im Quartier Hard des Stadtteils Aussersihl. Der Bezug erfolgte im Laufe des Jahres 2022.  Das Gebäude wurde nach abgeschlossenem Umzug am 28. Oktober 2022 eingeweiht.

## Lage

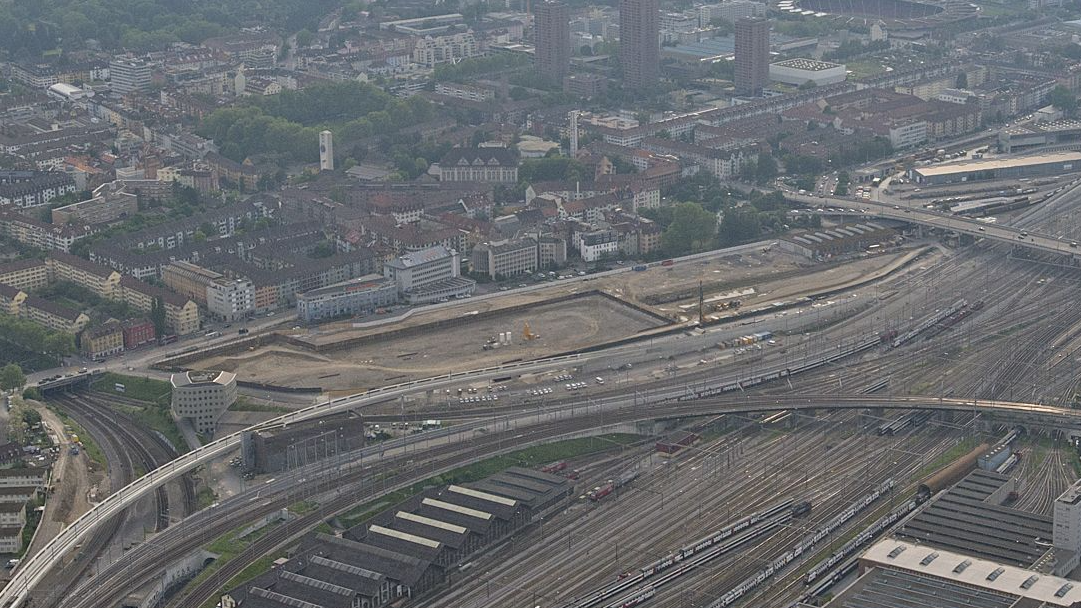
Baugrundstück des PJZ auf dem Areal des alten Güterbahnhofs (2015)

Das PJZ befindet sich auf dem östlichen Teil des ehemaligen Güterbahnhofareals zwischen den Gleisanlagen des Hauptbahnhofs Zürich, der Bahnstrecke Zürich–Chur, der Hohlstrasse und der Hardbrücke.

## Geschichte
Dem Bau des PJZs ging eine längere Standortdiskussion voraus. Die Polizeikaserne befand sich seit 1901 auf dem Kasernenareal in Zürich. 1975 wurde der Waffenplatz von Zürich ins Reppischtal bei Birmensdorf verlegt. Das Kasernenareal sollte in den 1980er-Jahren einer neuen Gesamtnutzung zugeführt werden. Nachdem das Stimmvolk den Objektkredit 1987 abgelehnt hatte, wurde der restliche militärische Betrieb der Kaserne ebenfalls ins Reppischtal verlegt und das Kasernenareal provisorisch von Polizei und Justiz genutzt. 1994 wurde das provisorische Polizeigefängnis «PROPOG» errichtet. Ein zweites, Ende der 1990er-Jahre ausgearbeitetes Projekt für das Kasernenareal scheiterte bereits im Kantonsrat, so dass ein neuer Standort für die Polizei und Justiz gesucht werden musste. Dieser wurde im Jahr 2000 mit dem Areal des ehemaligen Güterbahnhofs gefunden. 2003 wurde das Projekt des PJZ vom Volk gutgeheissen. Nach Widerstand im Kantonsrat, der von SVP, Grünen, GLP und EDU dominiert war und die notwendigen Mittel verweigerte, kam es im September 2011 zu einer zweiten Volksabstimmung, wonach die Planung fortgesetzt werden konnte.

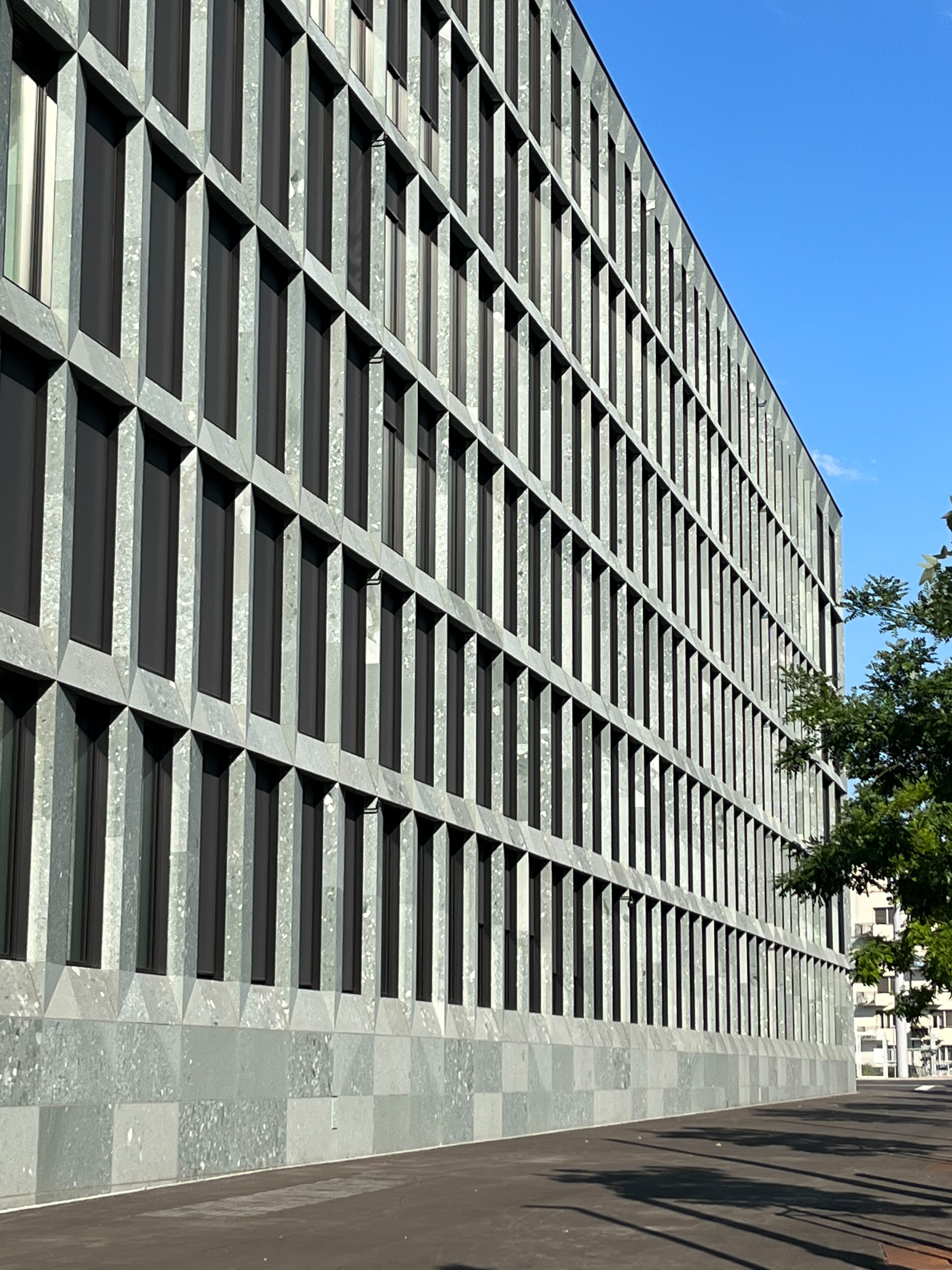
Fassade im Detail

Mit dem Bau des von Theo Hotz geplanten Zentrums wurde 2017 begonnen. Der Rohbau war 2019 fertiggestellt. Die Natursteinfassade ist bis zu einer Höhe von 28 Metern gegen Graffiti und andere Farbverunreinigungen geschützt.
Nach viereinhalb Jahren Bauzeit wurde Mitte Januar 2022 der Betrieb des PJZ durch die Kantonspolizei aufgenommen. Der Bezug durch die verschiedenen Nutzer erfolgte etappenweise bis Oktober 2022. Im April ging das «Gefängnis Zürich West» in Betrieb. Am 28. Oktober wurde die Eröffnung gefeiert.
Die Kosten für den Neubau betrugen 570 Millionen Franken zuzüglich 190 Millionen gebundener Ausgaben. Durch die Zusammenführung von Behörden von zahlreichen anderen Standorten in einem Gebäude erhofft man sich grosse Kosteneinsparungen. Unter anderem entfallen Transporte von Untersuchungshäftlingen zu Gerichtsverhandlungen.

## Gebäudenutzung

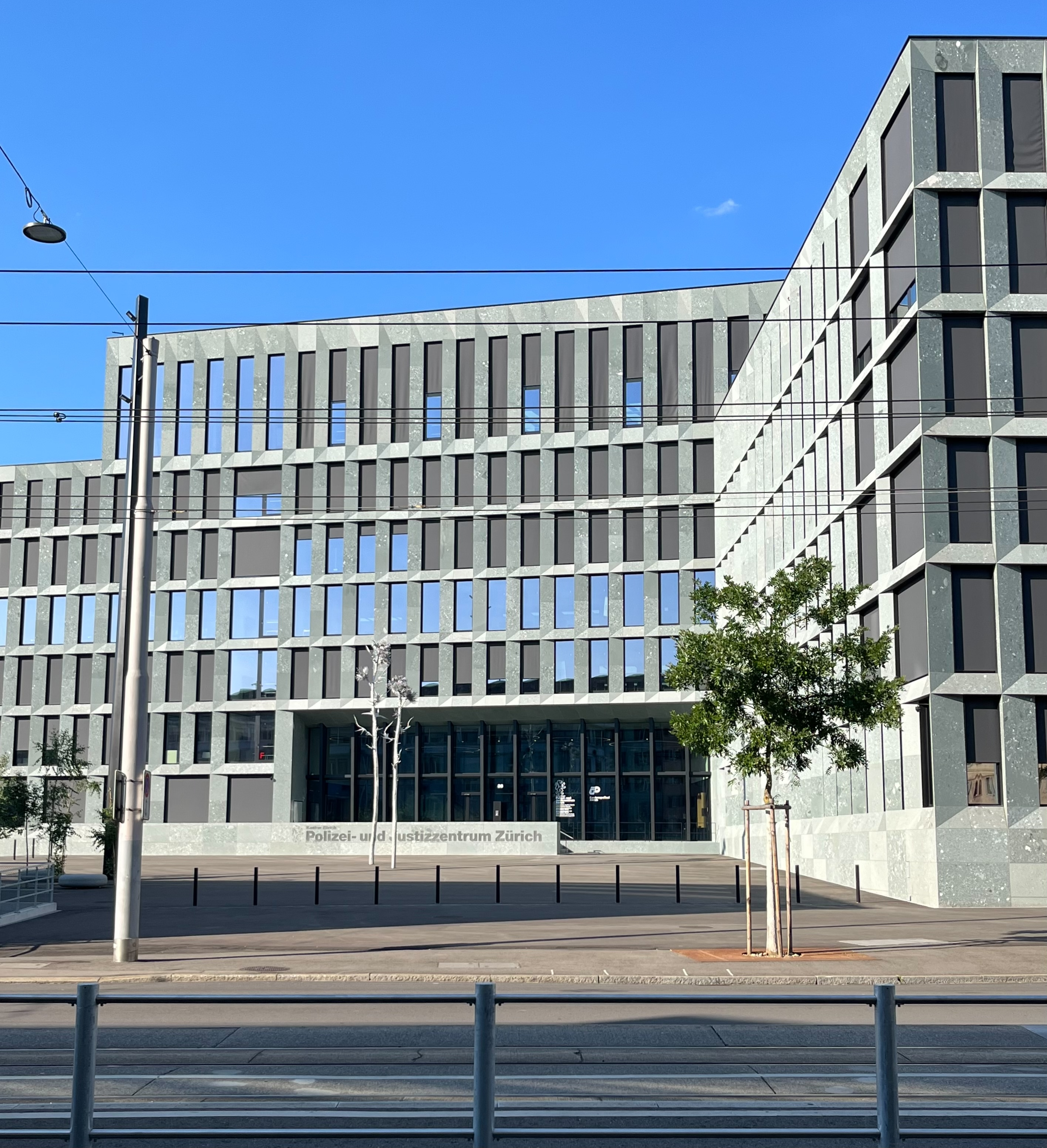
Haupteingang

Die Überbauung besteht aus einem grossen geschlossenen Baukörper, der 280 Meter lang, 130 Meter tief und mit sechs Geschosse bis zu 35 Meter hoch ist. Darin befinden sich vier begrünte Innenhöfe. Das Gebäude ist nicht öffentlich zugänglich.
Im PJZ sind die zuvor auf 30 Standorte verteilte Kantonspolizei mit dem Polizeigefängnis, die Strafvollzugsbehörden mit dem Bezirksgefängnis Zürich II, die Staatsanwaltschaft, das forensische Institut, die Polizeischule und Teile des Zwangsmassnahmengerichts untergebracht.
Im Gebäude gibt es 2030 Arbeitsplätze und 241 Gefängnisplätze für vorübergehende Festnahmen und für Untersuchungshaft. Auch ein Kriminalmuseum war ursprünglich im Bau vorgesehen.